# بخش زافیتینسکی
بخش زافیتینسکی (به لاتین: Zavitinsky District) یک منطقهٔ مسکونی در روسیه است که در استان آمور واقع شده‌است.